# Observações sobre os recentes acontecimentos das províncias d'entre Douro e Minho, e Trás-os-Montes
Observações sobre os recentes acontecimentos das províncias d'entre Douro e Minho, e Trás-os-Montes da autoria de José Acúrcio das Neves  foi publicado em Lisboa, no ano de 1809, pela Oficina de Simão Tadeu Ferreira, com um total de 18 páginas. Pertence à rede de Bibliotecas municipais de Lisboa e é considerado uma "raridade bibliográfica".